# Sars (tyg)
Sars är ett lätt, tättslaget tyg med glatt yta och med kypertbindning med en viss diagonalstruktur, oftast använt som foder. Ursprungligen hade sars både varp och inslag i silke, men senare har många variationer tillkommit, som är kraftigare än den ursprungliga kvaliteten:
- kamgarnsvarp med ylleinslag
- bomullsvarp med kamgarnsinslag

## Vävsätt
- kyperttyp 2/2
- kyperttyp 3/3
- kyperttyp 4/4

(Se kypert för tolkning av beteckningssättet för kypertyperna.)
Det använda garnet är flertrådigt och hårt spunnet. Ibland används trådar av olika slag tillsammans vid spinningen av garnet.
Vid vävningen används en fyrtrampad vävstol.

## Etymologi
Sars är en försvenskning av det franska ordet serge (femininum), som i sin tur kan härledas från latinets sericus med betydelsen av siden.
Detta tyg benämnes serge på såväl engelska som tyska, men i senare fallet förekommer även förtyskningen die Sarsche.